# Bandana (Kentucky)
Bandana es un lugar designado por el censo ubicado en el condado de Ballard en el estado estadounidense de Kentucky. En el Censo de 2010 tenía una población de 203 habitantes y una densidad poblacional de 41,49 personas por km².

## Geografía
Bandana se encuentra ubicado en las coordenadas 37°8′42″N 88°56′32″O / 37.14500, -88.94222. Según la Oficina del Censo de los Estados Unidos, Bandana tiene una superficie total de 4.89 km², de la cual 4.89 km² corresponden a tierra firme y (0.11%) 0.01 km² es agua.

## Demografía
Según el censo de 2010, había 203 personas residiendo en Bandana. La densidad de población era de 41,49 hab./km². De los 203 habitantes, Bandana estaba compuesto por el 97.04% blancos, el 2.46% eran afroamericanos, el 0% eran amerindios, el 0% eran asiáticos, el 0% eran isleños del Pacífico, el 0% eran de otras razas y el 0.49% pertenecían a dos o más razas. Del total de la población el 0% eran hispanos o latinos de cualquier raza.